# Hypoctonus stoliczkae
Hypoctonus stoliczkae är en spindeldjursart som beskrevs av Gravely 1912. Hypoctonus stoliczkae ingår i släktet Hypoctonus och familjen Thelyphonidae. Inga underarter finns listade i Catalogue of Life.